# Sedanjik
Sedánjik ali sedánji čàs je glagolski čas za izražanje navadno dejanj v trenutku govorjenja (t. i. prave sedanjosti), lahko tudi v preteklosti, prihodnosti oziroma brezčasnosti.  Navadno je sedanjik tvorna in nezložena oblika (delam, obljubim, kupim), lahko pa je tudi trpna (spoštovan sem, tiska se), pogojna zložena (delal bi), tudi velelniška (delaj).

### Povedni tvorni sedanjik
Povedni tvorni sedanjik (tipa delam) lahko izraža:
- pravo sedanjost (glede na čas dejanja, ki se dogodi v trenutku govorjenja); pravo sedanjost izražamo navadno le z nedovršnimi glagoli (slišiš, sami smo), z dovršni glagol|dovršnimi glagoli pa le tedaj, če glagol izraža táko dejanje ali potek, ki se izvrši hkrati z izrekanjem (Obljubim, da bom vnaprej bolj priden.);
- brezčasnost (ne glede na trenutek govorjenja), t. i. brezčasni sedanjik: Zemlja se vrti okrog svoje osi. – Če pritisneš na gumb, pozvoni.);
- prihodnost (za trenutkom govorjenja), t. i. prihodnji sedanjik: Pridem, kakor hitro bom mogel. – Jutri gremo na izlet. S sedanjikom izražamo prihodnost le tedaj, ko je iz sobesedila jasno, da ne gre morda za naklonska dejanja;
- preteklost (pred trenutkom govorjenja), t. i. zgodovinski sedanjik: Včeraj vam sedim pred hišo, ko je na vrt prišla srna.;
- naklonska, torej zaželena in možna, dejanja: Gremo domov, fantje! – Kdo nam odvali kamen s poti? [v pomenu bi nam mogel odvaliti].

V odvisnikih npr. za glagoli rekanja, lahko sedanjik izraža:
- istodobnost glede na dejanje nadrednega stavka – če gre za nedovršni sedanjik v odvisniku: Janez pravi/je rekel/bo trdil, da ima dobro službo);
- zadobnost glede na dejanje nadrednega stavka – če gre za dovršni sedanjik v odvisniku: Pravijo/so pravili, bodo pravili, da najhujše šele pride.

### Sedanji pogojnik
Sedanji pogojnik je sedanjiška glagolska oblika iz tvornega opisnega deležnika in pomožnika bi (bi delal). Sedanji pogojnik izraža uresničljiva oziroma možna umišljena dejanja oziroma stanja.